# Tomáš Prouza
Tomáš Prouza (* 30. dubna 1973 Ostrava) je český ekonom, v letech 2004 až 2006 náměstek ministra financí ČR, v letech 2014 až 2017 státní tajemník pro evropské záležitosti při Úřadu vlády ČR a v letech 2016 až 2017 koordinátor digitální agendy ČR. Od února 2007 do svého jmenování státním tajemníkem působil ve Světové bance, do října 2012 v Praze jako expert pro oblast finančních služeb, později jako seniorní expert v americkém Washingtonu, D.C., bývalý člen ČSSD. Od října 2018 se stal prezidentem Svazu obchodu a cestovního ruchu ČR a od července 2020 viceprezidentem Hospodářské komory ČR.

## Život
Narodil se v Ostravě, od svých 18 let žije v Praze. Označuje se za "lokálního patriota z Vinohrad".
V letech 1991 až 1998 vystudoval postupně bakalářský obor mezinárodní obchod a navazující magisterský obor mezinárodní politika a diplomacie s vedlejší specializací na žurnalistiku na Fakultě mezinárodních vztahů Vysoké školy ekonomické v Praze (získal titul Ing.). Vzdělání si doplnil v letech 2003 až 2005 na britské Open University - specializace na finanční strategie, management lidských zdrojů a management znalostí (získal titul MBA).
Od ledna 1996 do května 2000 pracoval jako editor v měsíčníku The Prague Tribune. V roce 2000 založil největší finanční server Peníze.cz a od června 2000 do června 2004 byl předsedou představenstva a ředitelem pražské společnosti Peníze, a.s., která finanční portál provozovala. Od června 2005 do května 2008 zastával pozici místopředsedy Etického výboru Asociace fondů a asset managementu ČR.
Po angažmá na Ministerstvu financí ČR působil od února do června 2007 v ČSOB v Praze, kde zastával pozici ředitele péče o klienty a ombudsmana Poštovní spořitelny. Byl také zástupcem ČSOB v Komisi pro spotřebitelské otázky České bankovní asociace. Od července 2007 do prosince 2011 pracoval jako člen představenstva a ředitel pro rozvoj a péči o klienty společnosti Partners Financial Services, která nabízí finanční poradenství. V prosinci 2010 se vrátil k publicistice jako jednatel společnosti Partners media a vydavatel ekonomických serverů www.penize.cz a www.finmag.cz (pozici zastával do prosince 2011).
Od února 2007 byl také expertem Světové banky. Do října 2012 působil v pražské pobočce banky jako expert pro oblast finančních služeb a regulace v týmu Evropa a střední Asie, od listopadu 2012 do ledna 2014 měl stejnou náplň práce, ale již jako seniorní expert v americkém Washingtonu, D.C. Věnoval se též tématu ochrany spotřebitele na finančních trzích. Pracoval mimo jiné na reformě dohledu nad finančním sektorem a ochraně spotřebitele v Ázerbájdžánu, Estonsku, Lotyšsku či na Ukrajině, v Mosambiku nebo Jihoafrické republice, vytvořil také doporučení Světové banky pro efektivní systém řešení sporů na finančním trhu a navrhl reformu dohledu nad ochranou spotřebitele v Arménii.[zdroj?]
Vedle zaměstnání se angažoval také v profesní asociaci, od července 2008 do prosince 2011 byl členem představenstva Asociace finančních zprostředkovatelů a finančních poradců ČR (v roce 2011 byl zároveň předsedou představenstva). Od září 2009 do února 2012 byl také členem (a od února 2011 předsedou) správní rady obecně prospěšné společnosti Pražská komorní filharmonie, která řídí stejnojmennou filharmonii. Od roku 2023 je členem akademické rady AMBIS vysoké školy.
Tomáš Prouza mluví plynně anglicky, částečně pak francouzsky, polsky a rusky.

## Profesní historie

### Vzdělání
- 2003–2005 Open University, obor finanční strategie, management lidských zdrojů a management znalostí (MBA)
- 1991–1998 Vysoká škola ekonomická, Fakulta mezinárodních vztahů, obor mezinárodní obchod (Bc.) a obor mezinárodní politika a diplomacie (Ing.)

### Zaměstnání, závislá činnost
- od 10/2018 Svaz obchodu a cestovního ruchu, prezident
- 4/2017–10/2017 Úřad vlády ČR, poradce předsedy vlády pro evropskou a digitální agendu
- 5/2016–3/2017 Úřad vlády ČR, koordinátor digitální agendy ČR
- 2/2014–3/2017 Úřad vlády ČR, státní tajemník pro evropské záležitosti
- 10/2012–1/2014 Světová banka, senior expert pro oblast finančních služeb (Washington, DC)
- 12/2010–12/2011 Partners media (dcera Partners FS), jednatel společnosti
- 9/2009–2/2012 Pražská komorní filharmonie, člen a později předseda správní rady
- 7/2008–12/2011 Asociace finančních zprostředkovatelů a finančních poradců ČR, z.s. (AFIZ), představenstvo
- 7/2007–12/2011 Partners Financial Services, člen představenstva a ředitel pro rozvoj a péči o klienty
- 2/2007–12/2011 Světová banka, poradce pro oblast finančních služeb
- 7/2004–1/2007 Ministerstvo financí ČR, náměstek
- 1/1996–5/2000 The Prague Tribune, editor

### Podnikání
- od 9/2017 jednatel poradenské společnosti EU Politics Advisory
- 6/2000–6/2004 Peníze, a.s., ředitel, předseda představenstva

## Politické působení
V letech 2004 až 2006 byl náměstkem ministra financí ČR Bohuslava Sobotky pro finanční služby, Evropskou unii a mezinárodní vztahy (na starosti měl také analýzy a legislativu finančního trhu či fiskální politiku). Od listopadu 2005 do prosince 2006 byl rovněž prvním „panem Euro“ v České republice (tj. národním koordinátorem pro zavedení eura) a položil tak základy procesu pro přijetí této měny v ČR, působil jako zástupce guvernéra Mezinárodního měnového fondu za ČR, člen Výboru pro finanční trh (poradní orgán Bankovní rady ČNB) a předseda Expertní skupiny pro finanční sektor. Proslavil se také „bojem s bankami“, kdy se je snažil přimět k větší vstřícnosti, transparentnosti a otevřenosti vůči klientům.[zdroj?]
Na začátku února 2014 jej předseda vlády ČR Bohuslav Sobotka jmenoval státním tajemníkem pro evropské záležitosti při Úřadu vlády ČR. Jeho úkolem bylo vytvářet, koordinovat a prosazovat evropskou politiku vlády a zastupovat ji na klíčových jednáních včetně Rady pro obecné záležitosti / General Affairs Council a jako tzv. šerpa předsedy vlády. Do veřejného povědomí vstoupil 28. listopadu 2014, když v reakci na návrh vlády Davida Camerona, který má omezit imigraci z jiných členských zemí Evropské unie, umístil na twitterový účet britského premiéra fotografii československých letců bojujících v bitvě o Británii s komentářem: „Tito Češi 'pracovali' ve Spojeném království méně než čtyři roky. Pro ně tedy žádné výhody?“
V květnu 2016 jej vláda jmenovala koordinátorem digitální agendy ČR a tuto pozici zastával do svého odchodu z Úřadu vlády v březnu 2017. Jeho úkolem byla koordinace digitální agendy a také zajištění intenzivnější komunikace mezi ministerstvy, sociálními a hospodářskými partnery a IT byznysem. Tomáš Prouza měl ve funkci koordinátora digitální agendy pět priorit - e-skills, e-commerce, e-government, e-bezpečnost a e-výzvy jako je Společnost 4.0.
Dne 3. března 2017 oznámil, že ke konci měsíce skončí ve funkci státního tajemníka pro evropské záležitosti. Rozhodl se totiž využít nabídku, kterou dostal na konci roku 2016. Na postu koordinátora digitální agendy ČR jej nahradil Ondřej Malý, vedením sekce pro evropské záležitosti byl pověřen Jan Král. Nový státní tajemník pro evropské záležitosti Aleš Chmelař byl jmenován 21. června 2017.
V únoru 2015 vstoupil do České strany sociálně demokratické, stal se členem místní organizace v Praze 3. V říjnu 2018 své členství přerušil v souvislosti s volbou za prezidenta Svazu obchodu a cestovního ruchu ČR, jímž se stal od října 2018.
Na konci července 2020 byl zvolen viceprezidentem Hospodářské komory ČR.

## Ocenění
V roce 2016 obdržel Tomáš Prouza Řád čestné legie.